# Protapanteles colemani
Protapanteles colemani är en stekelart som först beskrevs av Henry Lorenz Viereck 1912.  Protapanteles colemani ingår i släktet Protapanteles och familjen bracksteklar. Inga underarter finns listade i Catalogue of Life.